# Rana macrocnemis
Rana macrocnemis é uma espécie de anfíbio da família Ranidae.
Pode ser encontrada nos seguintes países: Arménia, Azerbaijão, Geórgia, Irão, Rússia, Turquia e Turquemenistão.
Os seus habitats naturais são: florestas boreais, florestas temperadas, matagal de clima temperado, matagal árido tropical ou subtropical, campos de gramíneas de clima temperado, rios, rios intermitentes, pântanos, lagos de água doce, lagos intermitentes de água doce, marismas de água doce, marismas intermitentes de água doce, nascentes de água doce, áreas rochosas, terras aráveis, pastagens, plantações, jardins rurais, áreas urbanas, áreas de armazenamento de água, lagoas e vegetação introduzida.
Está ameaçada por perda de habitat.